# Бордяска-Ноуе
Бордяска-Ноуе (рум. Bordeasca Nouă) — село у повіті Вранча в Румунії. Входить до складу комуни Тетерану.
Село розташоване на відстані 154 км на північний схід від Бухареста, 21 км на південний схід від Фокшан, 57 км на захід від Галаца, 133 км на схід від Брашова.

## Населення
За даними перепису населення 2002 року у селі проживали 474 особи, усі — румуни. Усі жителі села рідною мовою назвали румунську.